# Schlacht bei Golowtschin
1. Phase: Schwedische Dominanz (1700–1709)
Dänischer Kriegsschauplatz (1700)
Humlebæk • Tönning I 
Livländ./ Estnischer Kriegsschauplatz (1700–1708)
Riga I • Jungfernhof • Varja • Pühhajoggi • Narva • Petschora • Düna • Rauge • Erastfer • Hummelshof • Embach • Tartu • Narva II • Wesenberg I • Wesenberg II
Ingermanländ./ Finnischer Kriegsschauplatz (ab 1701)
Archangelsk • Ladogasee • Nöteborg • Nyenschanz • Newa • Systerbäck • Petersburg • Wyborg I • Porvoo • Newa II • Koporje II • Kolkanpää
Litauisch-weißrussischer Kriegsschauplatz (1702–1706)
Vilnius • Saladen • Jakobstadt • Gemauerthof • Mitau • Grodno I • Olkieniki • Njaswisch • Klezk • Ljachawitschy
Polnischer Kriegsschauplatz (1702–1706)
Klissow • Pułtusk • Thorn • Lemberg • Warschau • Posen • Punitz • Tillendorf • Rakowitz • Praga • Fraustadt • Kalisch 
Russischer Kriegsschauplatz (1708–1709)
Grodno II • Golowtschin • Moljatitschi • Rajowka • Lesnaja • Desna • Baturyn • Koniecpol • Weprik • Opischnja • Krasnokutsk • Sokolki • Poltawa I • Poltawa II
2. Phase: Schweden in der Defensive (1710–1721)
Baltischer und Finnischer Kriegsschauplatz (bis 1714)
Riga II • Wyborg II • Pernau • Kexholm • Reval • Hogland • Pälkäne • Storkyro • Nyslott • Hanko 
Schwed./Norwegischer Kriegsschauplatz (1710–1721)
Helsingborg • Køge-Bucht • Bottnischer Meerbusen • Frederikshald I • Dynekilen-Fjord • Göteborg I • Strömstad • Trondheim • Frederikshald II • Marstrand • Ösel • Göteborg II • Södra Stäket • Grönham • Sundsvall
Norddeutscher Kriegsschauplatz (1711–1716)
Elbing • Wismar I • Lübow • Stralsund I • Greifswalder Bodden I • Stade • Rügen • Gadebusch • Altona • Tönning II • Stettin • Fehmarn • Wismar II • Stralsund II • Jasmund • Peenemünde • Greifswalder Bodden II • Stresow 
Die Schlacht bei Golowtschin (russisch Головчин, belarussisch Halowchyn), auch Schlacht von Hołowczyn, war eine der großen Schlachten des Russlandfeldzugs von Karl XII. im Großen Nordischen Krieg (1700–1721), in der am 3.jul./ 4.schwed./ 14. Juli 1708greg. die schwedische Armee unter Karl XII. die zahlenmäßig überlegene russische Armee besiegte.

## Vorgeschichte
| \| Schlacht bei Golowtschin \| |
| Lage des Schlachtfeldes        |
| Schlacht bei Golowtschin       |

Nachdem Sachsen-Polen Ende 1706 aus dem Krieg gegen Schweden ausgeschieden war, startete der schwedische König Karl XII. im Spätsommer 1707 einen neuen Feldzug gegen das Russische Zarenreich um eine endgültige Entscheidung zu erreichen. So drang er am 16.jul./ 17.schwed./ 27. Juni 1708greg. mit fast 70.000 Soldaten, worunter auch polnische und sächsische Soldaten beteiligt waren (seine Hauptarmee bestand aus zwölf Infanterie-, acht Dragoner- und acht Kavallerieregimenter, insgesamt 44.000 Schweden) von Polen aus nach Belorussland ein, mit dem Ziel Moskau zu erreichen und das Russische Zarenreich zum Frieden zu zwingen.
Am 26. Junijul./ 27. Junischwed./ 7. Juli 1708greg. überquerte das schwedische Heer die Bjaresina. Am Dnepr stellte sich ihr jedoch eine russische Armee entgegen. Im Zentrum stand bei dem Ort Schklowein die russische Hauptmacht unter den Generälen Scheremetew und Menschikow; der rechte Flügel beim Dorf Starosschin stand unter dem Befehl General Allardt und der linke Flügel, bei Golowtschin, stand unter General Goltz. Das Gelände war sumpfig und vor der Stellung der russischen Armee machte der Fluss Wabitsch einen Angriff schwierig.

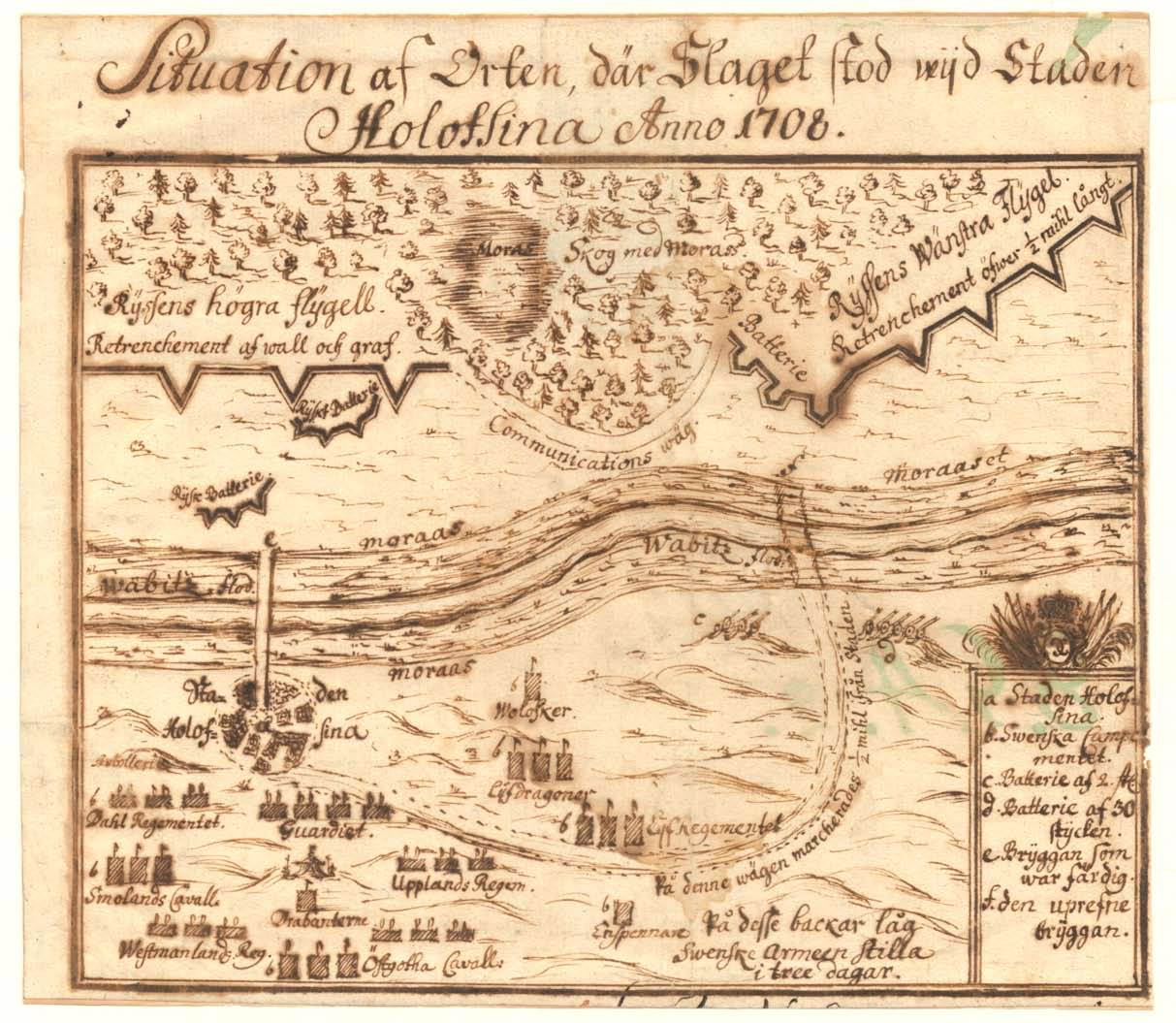
Schwedischer Schlachtplan

Die russischen Kräfte bei Golowtschin hatten den Auftrag ihre Position so lange wie möglich zu halten und einer Entscheidungsschlacht aus dem Weg zu gehen. Die Hauptkräfte der Russen befanden sich beim Dorf Wailiki, östlich von Golowtschin und entlang der Wabitsch (Nebenfluss des Drut). Die Brücken der Wabitsch wurden militärisch gesichert und mit Artillerie besetzt. Im Süden hatte General Anikita Iwanowitsch Repnin seine Kräfte drei Kilometer südöstlich von Glowtschin aufgestellt und dort verschanzen lassen. Viele der Befestigungen waren aber aufgrund des Fehlens von Pionierkräften nicht rechtzeitig fertiggestellt worden. Seine Kräfte waren zudem entlang einer dünnen Linie aufgestellt und sehr auseinandergezogen und so anfällig für gegnerische Attacken. Zwischen den beiden Lagern lag sumpfiges Land das nicht befestigt werden konnte. Die russischen Kommandeure setzten keine berittene Aufklärungseinheiten zur Erkundung der schwedischen Bewegungen ein und hatten daher nur geringe Kenntnisse von den schwedischen Truppen. Auch untereinander blieb die Kommunikation begrenzt.
Die Schweden hatten ihrerseits die russischen Befestigungen entlang der Wabitsch ausgekundschaftet. Mit Beginn des 30. Juni begannen die schwedischen Regimenter der Avantgarde des Hauptheeres sich auf den Höhen westlich von Golowtschin zu positionieren. Karl und seine Generäle entdeckten die Lücke zwischen den Befestigungen und erarbeiteten einen Angriffsplan. Sie planten das Sumpfland zwischen den beiden russischen Armeeeinheiten zu durchqueren, um die russischen Kräfte zu teilen. Um den Überraschungseffekt zu wahren, sollte die Attacke bei Nacht erfolgen. König Karl XII. hatte zunächst nur seine Avantgarde von fünf Infanterie- und vier Kavallerieregimentern bei sich. Das Gros des Heeres traf erst am Tag der Schlacht im schwedischen Lager ein und war nach den Gewaltmärschen zu erschöpft, um an einer Schlacht teilzunehmen. Deshalb griff der schwedische König die russische Stellung allein mit der Avantgarde aus nur 12.500 Soldaten an.

## Schlachtverlauf

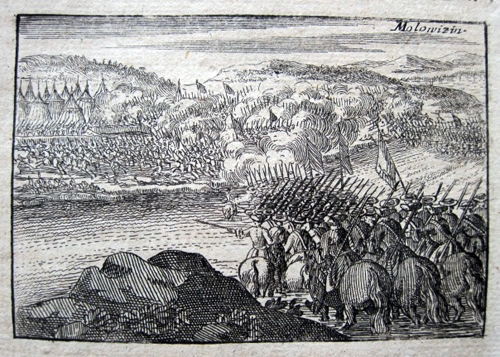
Abbildung der Schlacht

Um Null Uhr des 4. Juli begannen die Schweden sich leise auf die Wabitsch zuzubewegen. Die Infanterie trug Reisigbündel bei sich um sie auf dem sumpfigen Boden auslegen zu können. Anschließend sollten sie die Wabitsch auf Lederponton-Brücken überqueren. Durch starken Regenfall waren die Lederpontons aber vollgesogen mit Wasser und zu schwer für den Transport geworden und wurden zurückgelassen. Um 2:30 Uhr wurde im russischen Lager der Alarm ausgelöst als die schwedische Artillerie aus 28 Geschützen mit dem Beschuss der russischen Stellungen auf das gegnerische Flussufer begann.
Der schwedische Erfolg hing davon ab wie viele Truppen ohne Hilfe der Pontons den Fluss überqueren konnten, bevor die russischen Einheiten eintrafen. Karl führte den Angriff persönlich an und watete über den Fluss an der Spitze seiner Männer. Mit Schwierigkeiten formierten sich die Schweden entlang des sumpfigen Ufers und begannen durch das Sumpfland vorzudringen. Währenddessen wurden die Faschinen an den Flussufern ausgelegt um der schwedischen Kavallerie bei der Überquerung zu helfen. Dabei wurden die Pioniere als auch die schwedische Vorhut inzwischen von der russischen Artillerie Repnins beschossen.

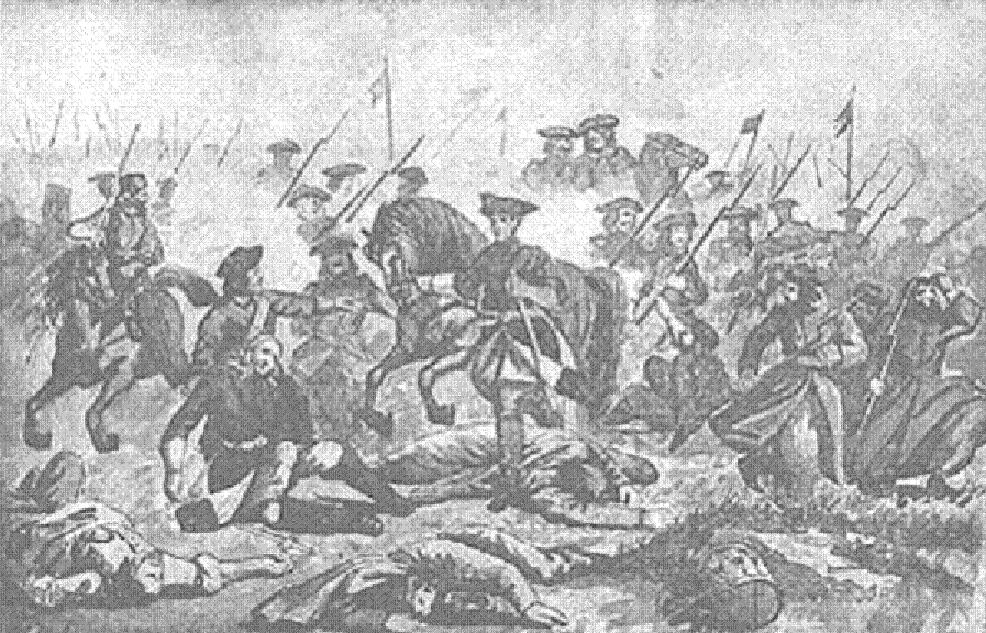
Karl inmitten der Schlacht

General Repnin sah die Gefahr einer Teilung der russischen Kräfte und befahl den sofortigen Aufbruch seiner Truppen nach Norden zu den Einheiten von Boris Scheremetew. Fünf schwedische Bataillone versuchten diese Bewegung zu verhindern. Scheremetew entsendete seinerseits Verstärkungen in Richtung von Repnins Position. Weitere schwedische Verstärkungen konnten aber verhindern das diese Repnins Truppen erreichen konnten. Repnin entschied sich nun nach Süden und Osten zurückzuziehen.
Daraufhin überquerten auf dem rechten Flügel neun Eskadronen der schwedischen Kavallerie unter General Rehnschild den Fluss Wabitsch, griffen die russische Kavallerie unter General Heinrich von der Goltz an und vertrieb sie nach Süden. Bis zu diesem Punkt erwarteten die Truppen Scheremetews immer noch die Attacke der Schweden auf ihre Position, da sie davon ausgingen, dass der schwedische Angriff auf Repnins Truppen nur eine Finte war. Als diese Attacke ausblieb, begannen sie das nahezu unverteidigte schwedische Lager im Westen anzugreifen. Als Scheremetew aber von Repnins Rückzug nach Süden erfuhr, entschied er sich den Angriff abzubrechen und in Richtung Shklov am Dnjepr zurückzuziehen.
Die russischen Kräfte unter Repnin waren in ein nahe gelegenes Waldstück ausgewichen, von wo aus sie die nunmehr auf offenem Terrain stehenden Schweden beschossen. In dem nun folgenden einstündigem Feuergefecht erlitten die Schweden deshalb große Verluste. Erst als ihre Gefechtsordnung, die sie durch die Flussüberquerung verloren hatten, wiederhergestellt war, stürmten die schwedischen Regimenter erfolgreich den Wald, woraufhin sich die russischen Truppen zurückzogen.

## Beurteilung
Die Verluste der Schlacht waren sehr different: 265 gefallene und 1.028 verwundete Schweden, 977 gefallene und 675 verwundete Russen. Während die Verluste der russischen Armee jedoch schnell ersetzt werden konnten, bedeutete für das schwedische Heer jeder verlorene Mann einen unwiederbringlichen Verlust.
Der Schlachterfolg wurde kaum ausgenutzt. Zwar öffnete er dem schwedischen Heer den Weg in die Ukraine, doch eine nachhaltige Verfolgung, die geeignet gewesen wäre, das russische Heer endgültig zu zerschlagen, unterblieb. Die schwedischen Truppen waren zu solch einer Operation wegen der großen Erschöpfung nicht in der Lage.
Taktisch gesehen waren zwei Aspekte der Schlacht beachtenswert. Zum einen war der massierte Artillerieeinsatz zu Beginn des Kampfes eine Neuerung, die später die Kriegführung Napoleons kennzeichnen sollte. Zum anderen war das Führen eines längeren Feuergefechtes in den Schlachten Karls XII. eine Seltenheit. Der junge König bevorzugte den direkten Sturmangriff.
Voltaire urteilte später über Karl XII.: „Unter allen seinen Schlachten war diese vielleicht seine ruhmreichste, in der er die größten Gefahren bestand und die größte Umsicht bewies.“